# Pernod Ricard
Pour les articles homonymes, voir Pernod (homonymie) et Ricard.
Pernod Ricard est une entreprise française fondée en décembre 1975 par la fusion de Pernod et de Ricard. Le groupe est spécialisé dans la fabrication et la distribution de vins et spiritueux.
Coté en bourse, il commercialise de nombreuses marques d'alcool, dont le pastis Ricard, le rhum Malibu, les whiskys Jameson, Chivas, Ballantine’s et la vodka Absolut.
Pernod Ricard est le numéro deux mondial des spiritueux, se positionnant derrière l'anglais Diageo (Guinness, Johnnie Walker, Smirnoff), et devant le porto-ricain Bacardí-Martini.
Son siège est situé cours Paul-Ricard à Paris 8e.

## Historique

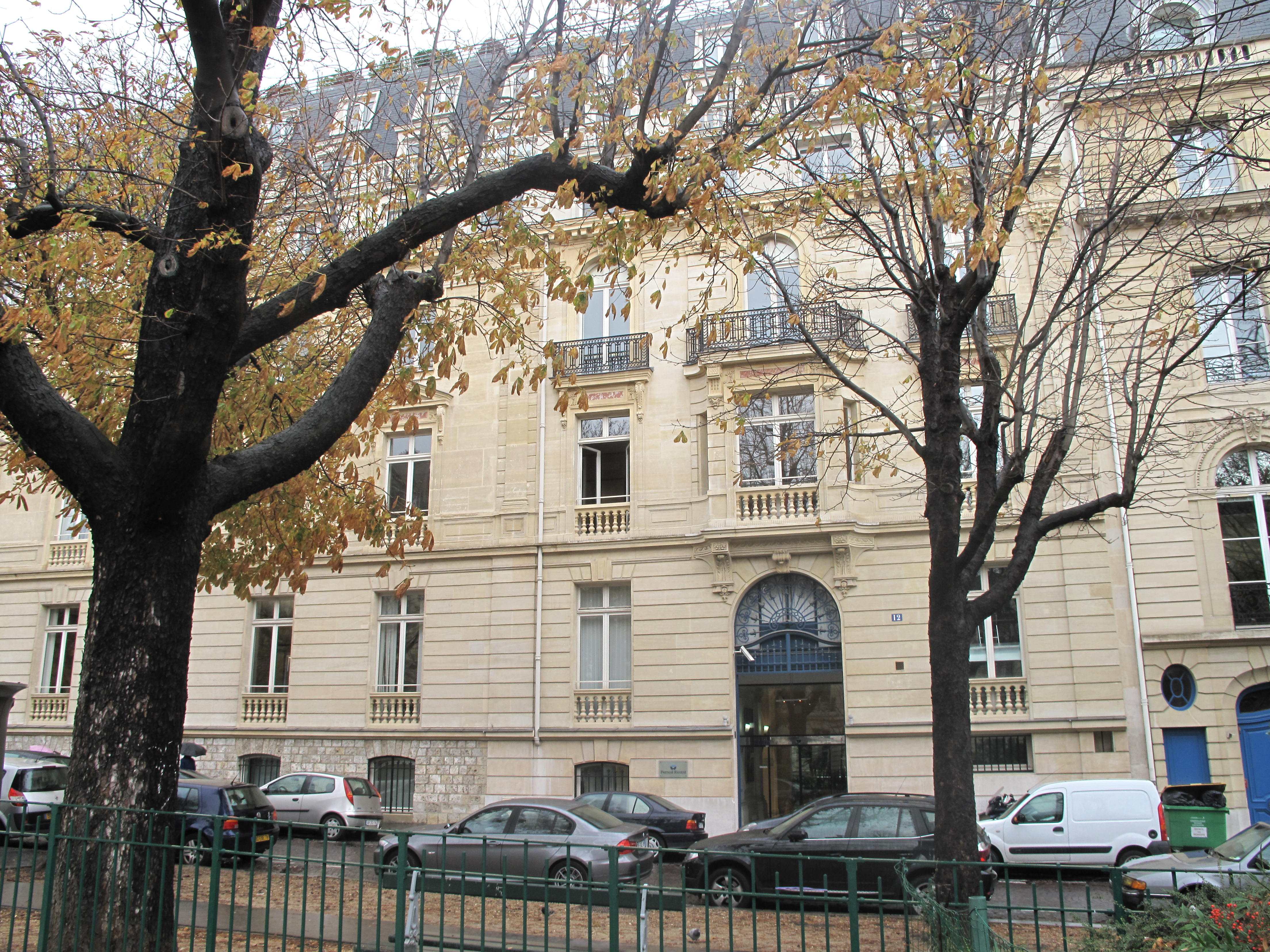
Ancien siège de Pernod Ricard au 12 place des États-Unis,.

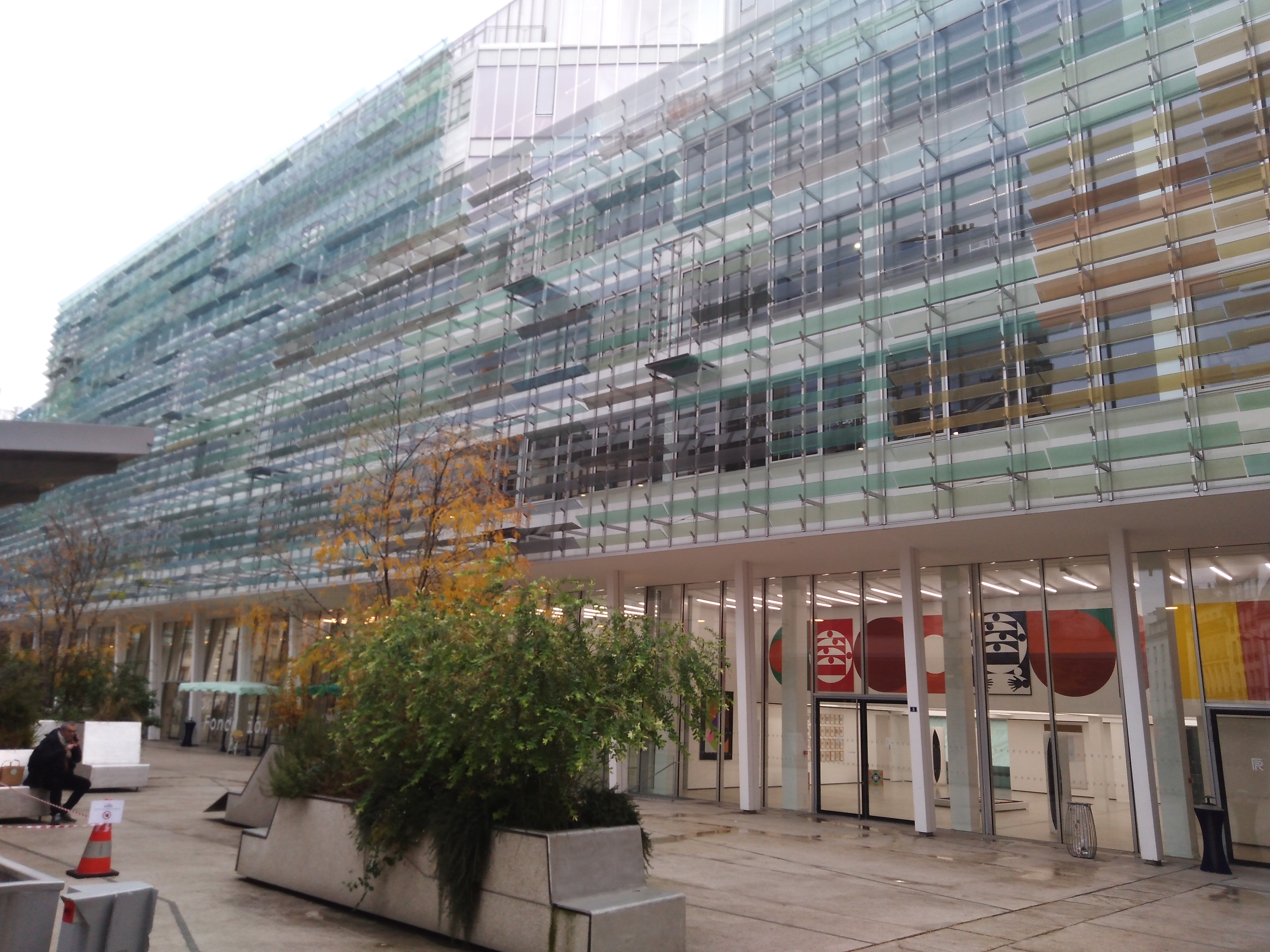
« The Island », nouveau siège de Pernod-Ricard au 5 cours Paul-Ricard,.

Le groupe Pernod Ricard est créé à la suite de la fusion en décembre 1975 des deux sociétés françaises :
Pernod (créée en 1805 et dont le siège est actuellement à Paris) et Ricard (créée en 1932 et dont le siège est à Marseille), deux marques d'apéritifs anisés. Le groupe connait ensuite une forte croissance externe.
En 2001, Pernod Ricard acquiert l'activité vins et spiritueux du groupe canadien Seagram, mise aux enchères par Vivendi Universal à la suite de la fusion Vivendi-Seagram en 2000, et se sépare de ses boissons non alcoolisées, parmi lesquelles Orangina (acquise en 1984) et Pampryl.
En 2005, alors no 3 mondial des spiritueux, Pernod Ricard négocie avec la société Fortune Brands le rachat du no 2 mondial, son concurrent britannique Allied Domecq, conglomérat né en 1994 de plusieurs fusions, détenant des marques fortes comme les champagnes Mumm et Perrier-Jouët, les liqueurs Malibu et Kahlúa, le gin Beefeater, ou encore le whisky Ballantine's. C'est à la suite de cette acquisition que Pernod Ricard devient le n° 2 mondial des Vins et Spiritueux.
En mars 2008, Pernod Ricard annonce l'acquisition pour 5,626 milliards d'euros de « Vin & Sprit », mis en vente par l'état suédois. Vin & Spirit possède alors, entre autres marques, la vodka Absolut Vodka, première marque de spiritueux haut de gamme aux Etats-Unis. Le groupe Pernod Ricard était en concurrence avec Fortune Brands, Bacardi et Investor pour cet appel d'offres,.
En 2008, le chiffre d'affaires de Pernod Ricard s'élève à 6,589 milliards d'euros, pour un résultat net de 840 millions d'euros. Il emploie plus de 17 000 salariés. Le groupe est numéro un dans le secteur des spiritueux en Europe, au Japon, au Mexique, au Brésil, en Chine et en Russie.
Depuis la crise économique mondiale des années 2008 et suivantes, Pernod Ricard fait de la premiumisation de ses marques un des axes prioritaires de sa stratégie, cherchant à s'appuyer sur le développement d'une classe aisée dans les BRICS.
En avril 2014, Pernod Ricard acquiert l'entreprise américaine spécialisée dans le vin Kenwood Vineyards (en).
En août 2014, Pernod Ricard se sépare de 900 postes dans une restructuration liée à des résultats en baisse. Lors de cette restructuration, des activités situées à Créteil sont transférées à Marseille.
En mars 2016, Pernod Ricard prend une participation majoritaire dans Monkey 47, le fabricant allemand du gin.
En décembre, l'entreprise annonce céder les brandies et vins Domecq, sur les marques de brandy mexicain Don Pedro, Presidente et Azteca de Oro, sur l'unité de production de vins mexicains à Ensenada, à Bodega Las Copas, une entreprise détenue par Grupo Emperador Spain (en) et Gonzalez Byass (es). La même année, l'entreprise se dote d'une place du marché Mirakl.
En décembre 2018, le fonds activiste américain Elliott annonce avoir acquis 2,5 % du capital de Pernod Ricard. Des acquisitions réussies en bourse pour un prix dépassant le milliard de dollars. Cette position dans le groupe oblige Pernod Ricard à la prudence. Elliott procède à un forcing pour attirer certains actionnaires et atteindre le seuil des 5 % de participation dans le capital du Français. En livrant une analyse acide de la gestion de l'entreprise, Elliott cherche à diviser en interne afin d'investir massivement dans le capital de Pernod Ricard. Dans les projets du fonds activiste, Diageo et LVMH seraient intéressés pour investir dans le capital de la société française dont la famille dispose toujours de 15 % des parts du groupe, ce que dément publiquement Bernard Arnault évoquant au passage « ses relations amicales » avec Alexandre Ricard.
En avril 2019, Pernod Ricard annonce l'acquisition de la marque de gin italien super premium Malfy, jusque-là détenue par Biggar & Leith.
Début août 2019, Pernod-Ricard acquiert Firestone & Robertson Distilling, une entreprise américaine propriétaire de la marque de whiskey TX, un whiskey texan haut de gamme et d'une distillerie située à proximité de Fort Worth,.
Fin août 2019, Pernod Ricard rachète pour 223 millions de dollars (environ 201 millions d'euros) l'Américain Castle Brands (en), propriétaire du bourbon Jefferson's (en),.
Début octobre 2019, le groupe annonce qu'il va supprimer 280 postes en France, soit 10 % de ses effectifs,. 
Le groupe justifie ces licenciements par une seconde étape de la fusion des maisons Pernod et Ricard, ainsi que par l'érosion des ventes en France.
Cependant, au premier trimestre de l'exercice 2019-2020, Pernod Ricard perd du terrain en Asie et particulièrement en Chine et en Inde et subit un ralentissement de ses ventes après sa belle année 2018-2019,.
Fin octobre 2019, les agences de notation Standard & Poor's Global Rating et Moody's relèvent d'un cran la note de la dette de Pernod-Ricard, engagé dans un processus de désendettement accompagné de promesses stables de ventes pour les deux prochaines années,.
Courant novembre 2019, Pernod-Ricard modifie son conseil d'administration. Philippe Petitcolin, ancien directeur général de Safran, est nommé en tant qu'administrateur indépendant et remplace l'ancien directeur général Pierre Pringuet sur le point de partir à la retraite. Ces changements font écho aux critiques du fonds activiste américain Elliott qui avait souligné le manque d'indépendants au sein du conseil d'administration.
En mars 2020, le groupe prend une participation dans « KI NO BI » un gin artisanal japonais, appartenant à « The Kyoto Distillery », acquiert « Italicus », un aperitivo à l'italienne et vend la marque Café de Paris à InVivo Wine,.
En septembre 2021, Pernod-Ricard annonce l'acquisition de Whisky Exchange, une entreprise britannique spécialisée dans la distribution de spiritueux sur internet.
En avril 2023, le groupe Pernod Ricard est objet d'une polémique après avoir recommencé en toute discrétion à exporter en Russie de la vodka Absolut Vodka alors que les exportations avaient été suspendues lors de l'invasion de l'Ukraine  en février 2022. Quelques semaines plus tard, la direction annonce cesser ses opérations d'exportation vers la Russie afin d'éteindre la polémique.
En juin 2023, Pernod Ricard annonce vouloir céder la marque de whisky Clan Campbell au groupe polonais Stock Spirits.
En juillet 2024, Pernod Ricard annonce, en cohérence avec sa stratégie de premiumisation , la vente des activités viticole en Australie, en Nouvelle-Zélande et en Espagne au consortium Australian Wine Holdco Limited propriétaire d'Accolade Wines (en) pour un montant non dévoilé,. Sont concernées les marques australiennes Jacob's Creek, Orlando et St Hugo, les marques néo-zélandaises Stoneleigh, Brancott Estate (en) et Church Road ainsi que les marques espagnoles Campo Viejo (en), Ysios, Tarsus et Azpilicueta.
En juin 2025, Pernod Ricard dévoile en interne son plan de restructuration visant à faire des économies de 1 milliard d'euros à l'horizon 2029 pour répondre à la baisse des ventes d'alcool. Des suppressions de poste sont prévues.

## Fonctionnement du groupe
Près de 18 900 employés travaillent pour Pernod Ricard au sein de 86 filiales[Quand ?]. L'organisation du Groupe est fondée sur le principe de la décentralisation. Celle-ci s'appuie sur un respect de l'autonomie opérationnelle des filiales et des principes stratégiques globaux définis au niveau du Groupe. Elle repose sur l'interaction de trois entités : le Siège, les Sociétés de Marques et les Sociétés de Marché :
- Le Siège : coordonne et contrôle la mise en œuvre de la stratégie globale tout en veillant au respect des politiques du Groupe auprès des filiales.
- Les Sociétés de Marques : assurent la stratégie globale des marques et leur production
- Les Sociétés de Marché : activent localement les stratégies des marques internationales et gèrent les marques locales et régionales de leur portefeuille

Le siège de Pernod Ricard baptisé The Island est situé au 5 cours Paul-Ricard dans le 8e arrondissement de Paris et a été nommé en 2020 "Meilleur projet d'architecture d'intérieur" par le magazine Interior Design.

« The Island », siège du groupe Pernod-Ricard et le cours Paul-Ricard
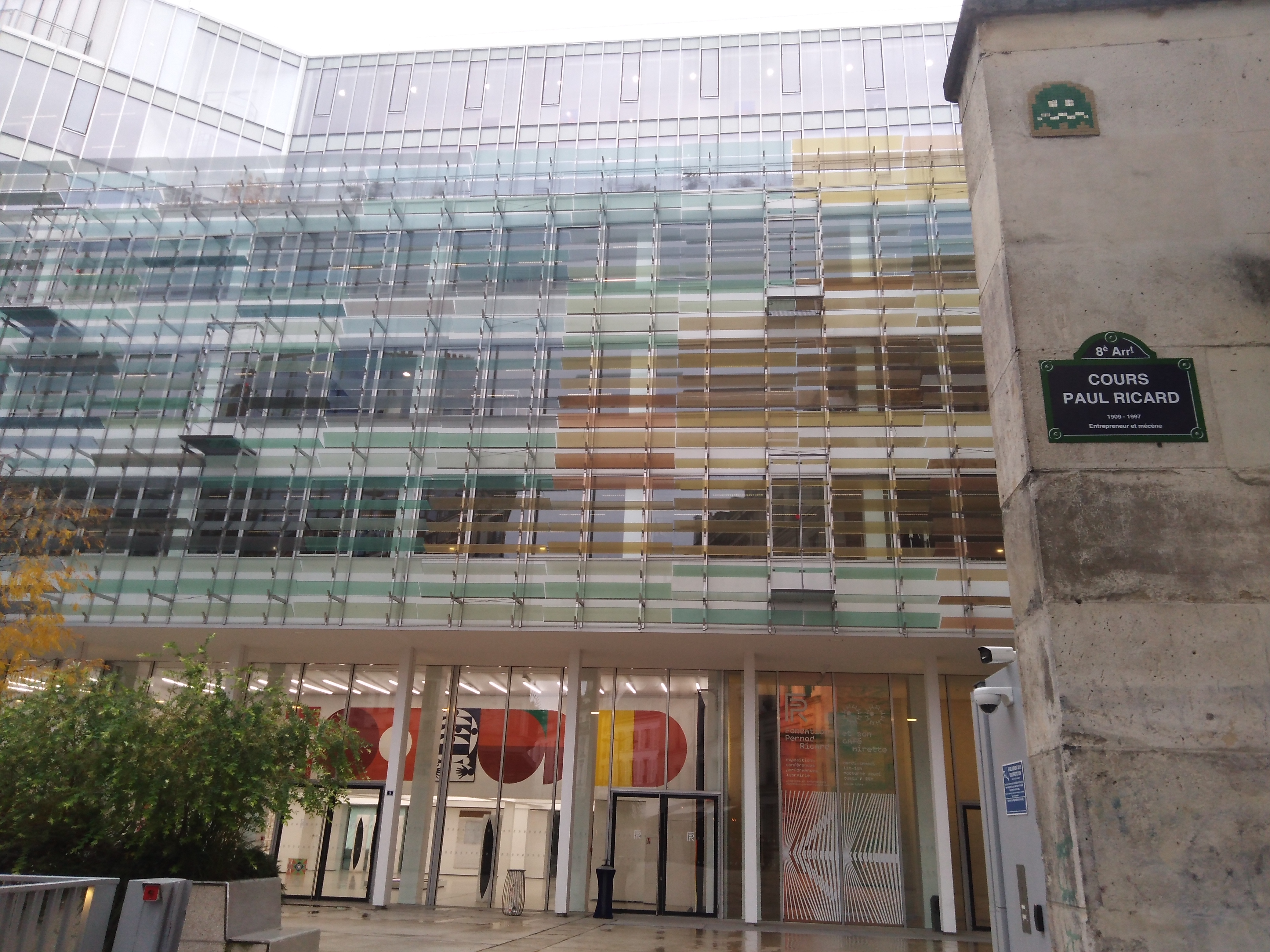
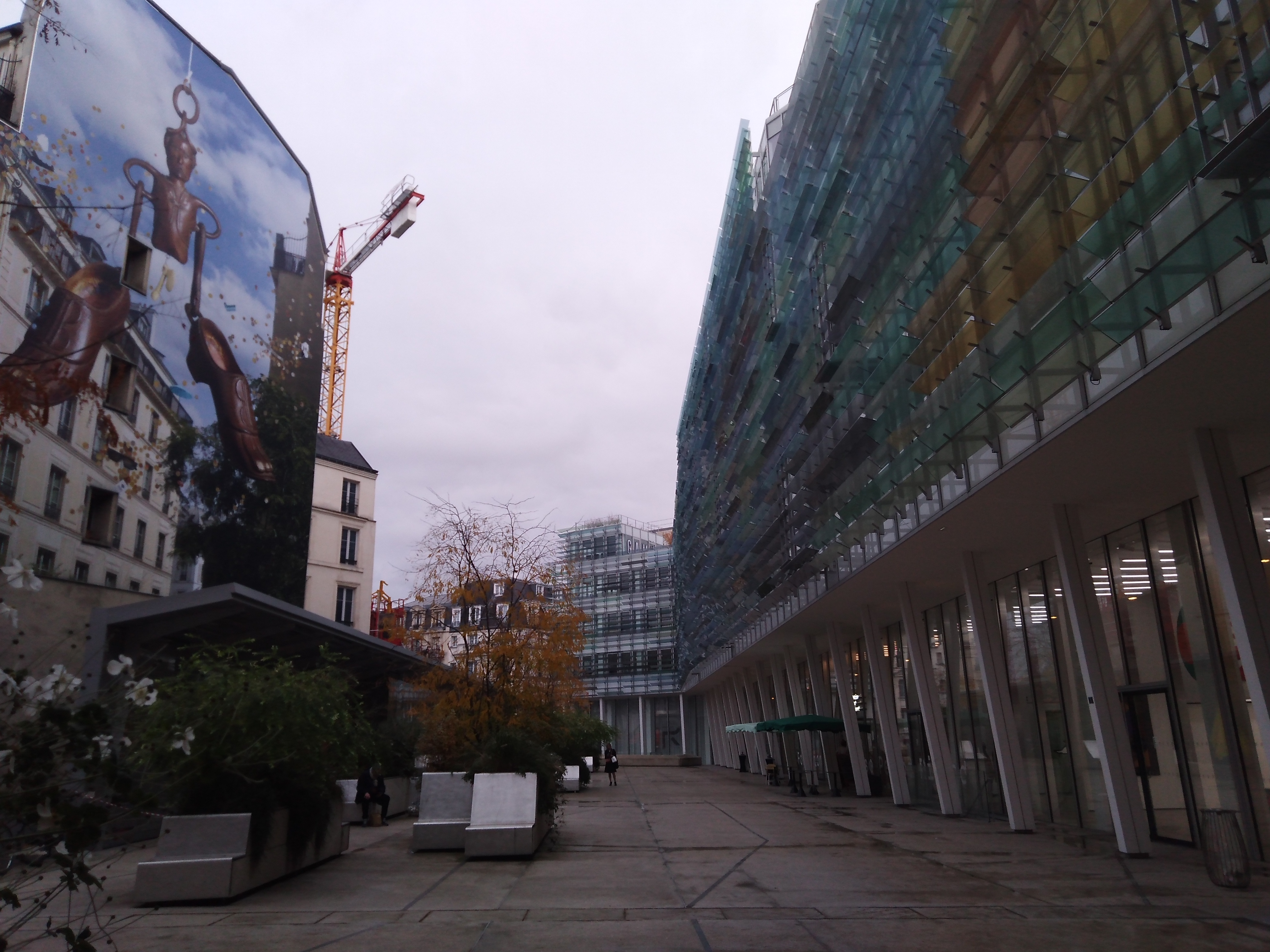

### Sociétés de marques
Au nombre de six, elles sont situées dans les pays d'origine de leur portefeuille. Elles sont chargées de l'élaboration de la stratégie globale des marques et le développement de solutions d'activation.
- The Absolut Company : produit la vodka Absolut, mais également les liqueurs Malibu et Kahlúa à l'échelle mondiale avant d'en confier la distribution aux filiales locales dans le monde entier.
- Chivas Brothers : produit une partie du portefeuille des whiskies du groupe avant de confier la distribution aux filiales locales suivant les régions.
- Martell Mumm Perrier-Jouët : produit les marques de cognac Martell et de champagnes Mumm et Perrier-Jouët.
- Irish Distillers : produit des whiskeys en Irlande, notamment Jameson.
- Pernod Ricard Winemakers (anciennement appelé Premium Wine Brands[50]) : produit les vins premium du Groupe et des spiritueux locaux en Australie, en Espagne, en Argentine et dans la zone Pacifique.
- Havana Club International : produit la marque de rhum Havana Club et l'exporte partout dans le monde, avant que ce ne soit distribué par les filiales locales du groupe Pernod Ricard.

### Sociétés de marché
Le Groupe distribue ses marques sur les cinq continents à travers 86 filiales directes, chacune rattachées à une région :
- Pernod Ricard EMEA & LATAM : produit des marques locales à travers ses filiales et distribue l'ensemble des produits dans toute l'Europe, à l'exception de la France où la distribution est assurée respectivement par les sociétés Pernod et Ricard.
- Pernod Ricard Asia : produit certaines marques locales et distribue les marques du groupe sur tout le continent asiatique.
- Pernod Ricard Americas : produit certaines marques locales et distribue les marques du groupe sur tout le continent américain.
- Pernod Ricard Global Travel Retail : distribue les marques dans les réseaux de Travel Retail.

## Liste des marques de Pernod Ricard

### Whiskies
- Scotch Whisky
  - Chivas Regal
  - Ballantine's
  - Royal Salute
  - Secret Speyside
  - Seagram's 100 Pipers
  - Imperial
  - Passport Scotch
  - Long John

- Single malt whisky
  - Aberlour
  - The Glenlivet
  - Strathisla
  - Longmorn
  - Scapa
  - Tormore

- Whiskey irlandais
  - Jameson Whiskey
  - Redbreast
  - Powers
  - Spot Whiskeys
  - Method and Madness

- Whisky canadien
  - Wiser's

- Autres
  - Royal Stag
  - Blender's Pride

### Vodka
- Absolut
- Wyborowa
- L-Orbe
- Ostoya

### Gin
- Beefeater
- Monkey 47
- Plymouth Gin
- Malfy Gin
- Seagrams Gin
- Ki No Bi
- Acmé

### Tequila
- Olmeca
- Olmeca Altos
- Tequila Avión
- Del Maguey

### Cachaça
- Janeiro

### Amers
- Suze
- Amaro Ramazzotti
- Becherovka

### Vins et apéritifs à base de vins
- Vins australiens
  - Orlando (Vendu en 2024)
  - Jacob's Creek (Vendu en 2024)
  - Wyndham Estate (en) (Vendu en 2024)
  - St Hugo[43] (Vendu en 2024)
- Vins néo-zélandais
  - Brancott Estate (en) (Vendu en 2024)
  - Church Road[45] (Vendu en 2024)
  - Stoneleigh[44] (Vendu en 2024)
- Vins espagnols
  - Campo Viejo (en) (Vendu en 2024)
  - Azpilicueta[47] (Vendu en 2024)
  - Tarsus (Vendu en 2024)
  - Ysios[46] (Vendu en 2024)
- Vins argentins
  - Graffigna (es)
  - Etchart
- Vin californien
  - Kenwood Vineyards (en) (Sonoma Valley)
- Champagne
  - Champagne G.H. Mumm
  - Champagne Perrier-Jouët
- Vins pétillants
  - Café de Paris[33],[34] (Vendu en 2020)
  - Mumm Cuvée Napa
  - Mumm Espumante
- Apéritifs à base de vin et vins doux naturels
  - Lillet
  - Bartissol
  - Dubonnet
  - Byrrh
  - Ambassadeur
  - Vabé

### Apéritifs anisés etpastis
- Ricard
- Pastis 51
- Pernod
- Pacific
- Bliss

L'usine Pernod de Marseille produit 12,8 millions de litres d'anisés par an[réf. nécessaire], les usines de Pernod Ricard en produisent 36,5 millions de litres annuellement, le groupe étant le leader mondial du marché des boissons anisées (marché de 100 millions de bouteilles vendues dans le monde par an, 26 % étant écoulées en France) avec une part de marché de 45,6 % en valeur.
Le Ricard quant à lui est produit sur trois sites en France : Bessan (34), Lormont (33) et Vendeville (59).

### Cognac
- Martell
- Augier (de)

### Brandies
- Ararat
- Armagnac Marquis de Montesquiou
- Presidente

### Liqueurs
- Malibu
- Kahlúa
- Ruavieja
- Cusenier
- Italicus
- Minttu

### Rhums
- Havana Club
- Pacto Navio
- Montilla

## Conseil d'administration

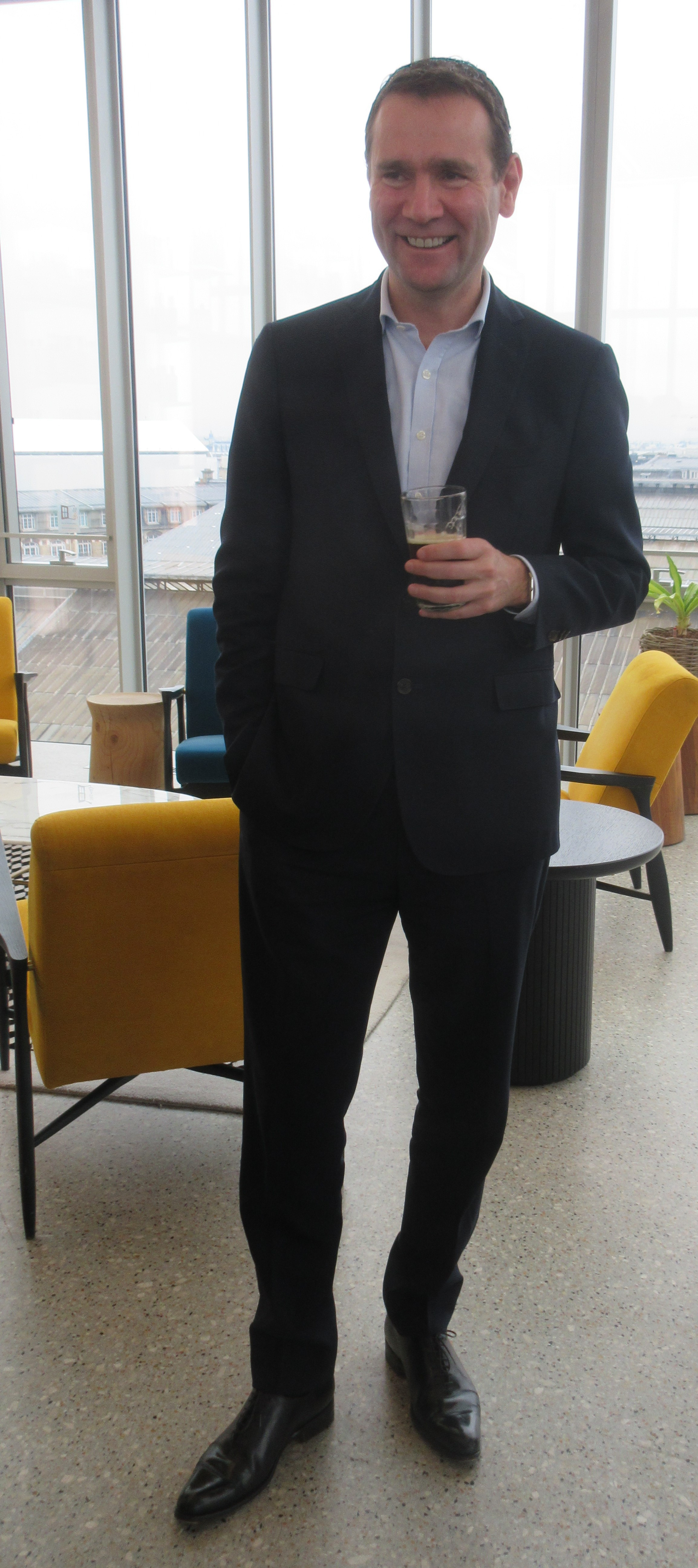
Alexandre Ricard PDG du groupe

- Alexandre Ricard, président-directeur général, depuis 2015[39].
- Patricia Barbizet, administratrice référente
- Ian Gallienne, administrateur
- César Giron, administrateur
- Anne Lange, administratrice indépendante
- Philippe Petitcolin, administrateur indépendant
- Patricia Ricard, représentante permanente de la Société Paul Ricard, administratrice
- Max Koeune, administrateur indépendant
- Kory Sorenson, administratrice indépendante
- Namita Shah, administratrice indépendante
- Virginie Fauvel, administratrice indépendante
- Veronica Vargas, administratrice
- Brice Thommen, administrateur représentant les salariés
- Carla Machado Leite, administratrice représentant les salariés

## Données financières
|                                     | 2003       | 2007       | 2008       | 2009       | 2010       | 2011        | 2012      | 2013        | 2014        | 2015       | 2015/16     | 2016/17     | 2017/18     | 2018/19  | 2019/20  |
| ----------------------------------- | ---------- | ---------- | ---------- | ---------- | ---------- | ----------- | --------- | ----------- | ----------- | ---------- | ----------- | ----------- | ----------- | -------- | -------- |
| Chiffre d'affaires                  | 3 500      | 6 443      | 6 589      | 7 203      | 7 081      | 7 643       | 8 215     | 8 575       | 7 945       | 8 558      | 8 682       | 9 010       | 8 987       | 9 182    | 8 448    |
| Résultat net part du groupe % du CA | 464 13,3 % | 831 12,9 % | 840 12,8 % | 945 13,2 % | 951 13,5 % | 1045 13,7 % | 1146 14 % | 1172 13,7 % | 1016 12,8 % | 861 10,1 % | 1235 14,2 % | 1393 15,4 % | 1511 16,8 % | 1654 18% | 1439 17% |
| Dettes financières                  | 2 100      | 6 515      | 6 143      | 10 888     | 10 584     | 9 038       | 9 363     | 8 727       | 8 353       | 9 021      | 8 716       | 7 851       | 6 962       | 6 620    | 8 424    |

## Actionnaires
Au 31 mars 2020.
| Ricard (famille)                   | 16,4% |
| Groupe Bruxelles Lambert           | 7,5%  |
| Capital Research & Management      | 3,97% |
| Capital Research & Management 2    | 3,65% |
| Elliott Management                 | 2,50% |
| MFS International                  | 2,29% |
| Gardner Russo & Gardner            | 2,20% |
| The Vanguard Group                 | 2,17% |
| Massachusetts Financial            | 2,00% |
| Caisse des dépôts et consignations | 1,49% |

En décembre 2018, le fonds vautour Elliott Management annonce avoir pris une participation de plus de 2,5 % au capital de Pernod Ricard et vouloir soumettre des mesures visant à améliorer la performance opérationnelle et la gouvernance du groupe.

## Activité de lobbying

### Auprès de l'Assemblée nationale
Pernod Ricard est inscrit comme représentant d'intérêts auprès de l'Assemblée nationale. L'entreprise déclare à ce titre qu'en 2016, les coûts annuels liés aux activités directes de représentation d'intérêts auprès du Parlement s'élèvent à 66 730 euros. Elle déclare 250 000 euros en 2017.

### Auprès des institutions de l'Union européenne
Pernod Ricard est inscrit depuis 2008 au registre de transparence des représentants d'intérêts auprès de la Commission européenne. Il déclare en 2015 pour cette activité 7 collaborateurs à temps plein et des dépenses d'un montant compris entre 800 000 et 900 000 euros. L'entreprise est également représentée par un cabinet spécialisé qui déclare, pour le compte de son client, des dépenses inférieures à 10 000 euros.
L'entreprise déclare en 2017 des dépenses en lobbying d'un montant de 2 375 000 euros.

### Auprès de l’administration américaine
Pernod Ricard déclare en 2017 des dépenses en lobbying d'un montant de 1 610 000 dollars.

## Controverses

### Soutien à la tauromachie en France
En 2009, l'association Alliance anticorrida a lancé une campagne « Non au soutien des corridas » qui a notamment ciblé le soutien du groupe Pernod Ricard aux clubs taurins voués à la corrida et au sponsoring de corridas.
Le 23 janvier 2020, le groupe Pernod-Ricard annonce mettre fin à son partenariat historique avec les clubs taurins pour des raisons financières.

### Conflit de droits autour de la marque Havana Club
Pernod Ricard exploite la marque Havana Club en joint-venture avec l'entreprise d'État cubaine Corporación Cuba Ron. Du fait de l'expropriation de Bacardí à la suite de la révolution cubaine de 1959, le droit d'usage de la marque est contesté aux États-Unis.

### Des commerciaux accusent de subir des pressions pour boire de l'alcool avec les clients
Courant novembre 2019, trois commerciaux de Pernod-Ricard (deux ex-salariés et une troisième toujours en poste) dénoncent les pratiques de la direction du groupe en matière d'incitation à la consommation d'alcool. Les trois commerciaux estiment qu'ils subissent « des pressions permanentes » de la part de leurs dirigeants afin qu'ils boivent de l'alcool avec les clients pour les inciter à consommer davantage. « Dans les bars, discothèques, fêtes de mon secteur, on a un budget pour offrir des pastis aux clients et on consomme avec eux, encouragés par notre hiérarchie », déclare un des commerciaux à l'origine de cette accusation.
La communication officielle du groupe Pernod-Ricard rejette ces accusations et évoque des « allégations individuelles » tout en précisant qu'un numéro vert anonyme existait afin de recueillir les témoignages de collaborateurs en cas de dérapage en matière de consommation d'alcool.
L'épisode de Cash Investigation du 1er avril 2021 met également en lumière ces pratiques en rappelant la devise de Paul Ricard « Faites-vous un ami par jour ». Un courriel interne y est notamment montré. Celui-ci, écrit en 2016 par un directeur régional de l'entreprise, explique qu'un « budget alcoolémie » est à disposition du commercial afin de couvrir ses frais d'hébergement ou de transport dans le cas où son alcoolémie l'empêcherait de conduire.

### Contournement de la Loi Évin
Cash Investigation interroge également la façon dont la société Ricard a tenté de réinventer la publicité de l'alcool face à la réglementation imposée par la Loi Évin. L'émission met en avant les méthodes orales qui seraient employées par l'entreprise pour limiter l'action de l'Association Addictions France dans deux cas : en envoyant en 2017 deux influenceuses à son événement "Summer Games" pour qu'elles fassent la promotion de la liqueur Malibu sans montrer leur lien avec l'entreprise ; en s'appuyant sur HK Corp, société de production d'Oxmo Puccino, à laquelle elle surfacturerait le conseil stratégique pour financer des concerts de ce rappeur où le logo du whisky Chivas apparaissait, de telle sorte que les images qui y sont prises puis partagées sur les réseaux sociaux le mettent en évidence sans pour autant que Ricard ne soit directement à l'origine du contenu. Marie Benech, directrice du marketing du groupe Pernod-Ricard, interrogée par Élise Lucet sur le fait que ces soirées sortent de la loi, reconnaît qu'« on est à ses limites »,.

### Sponsoring duParis Saint Germain
La marque et le pastis ont un ancrage historique fort dans la ville de Marseille, et les supporters du club de la ville ont réagi violemment sur les réseaux sociaux lorsque l'entreprise a  communiqué sur son intention de construire un partenariat sur plusieurs années portant sur le champagne et l'international avec le club de football parisien, rival historique de l'OM.  Comprenant cette réaction, l'entreprise dont le siège se trouve à Marseille a renoncé rapidement à ce partenariat.